# Mali Bracia od Jezusa
Mali Bracia od Jezusa, właściwie Instytut Małych Braci Jezusa (Institutum Parvulorum Fratrum Iesu, IPFI) – wspólnota zakonna powstała na podstawie zasad i reguł pozostawionych przez Karola de Foucauld.
Istotę Małych Braci wyrażają słowa Karola de Foucauld: „O czym marzę w sekrecie, to coś bardzo prostego, małego liczebnie, przypominającego pierwsze wspólnoty pierwotnego Kościoła. Mała rodzina, małe ognisko monastyczne, maleńkie i bardzo proste”.
Pierwsza wspólnota powstała w 1933 pod kierunkiem ks. René Voillaume w Afryce Północnej, początkowo jako typowo misyjna. Liczyła pięciu członków. Po II wojnie światowej częściowo zmieniła swój charakter. W 1947 bracia założyli pierwszą tzw. fraternię robotniczą w Aix-en-Provence. Z działalności misyjnej przeniesiono akcent na dzielenie losu osób ubogich - poprzez pracę fizyczną. Równocześnie ważna pozostawała modlitwa kontemplacyjna. Kanoniczne potwierdzenie ze strony władz kościelnych Instytut otrzymał w 1968. 
W 2014 r. wspólnota na całym świecie liczy ok. 240 osób. Mali bracia nazywani są czasami „braćmi Karola de Foucauld”. 
Jednym z najbardziej znanych członków Wspólnoty był Jacques Maritain, francuski filozof i teolog.
Do Polski Mali Bracia przybyli w 1977 r. i zamieszkali w krakowskich Przegorzałach, a pierwszy dom założyli we wsi Truskaw k. Warszawy. Istnieje także żeńska gałąź zakonu, Małe Siostry Jezusa. Członkiem polskiej wspólnoty braci był Moris Maurin rekolekcjonista, autor wielu książek religijnych.